# Navalilla
Navalilla er en by og kommune i det centrale Spanien i provinsen Segovia. Den har et indbyggertal på 97 (2024) indbyggere.